# ぎゅっと!長崎
『ぎゅっと!長崎』（ぎゅっとながさき）は、2023年4月3日からNHK長崎放送局で放送されている『NHKニュース』のニュース情報番組。

## 概要
『イブニング長崎』の後継番組で、2023年度放送開始。
2023年5月15日より、NHKプラスの「ご当地プラス（九州・沖縄エリア）」において見逃し配信を開始した。

## 出演者
- 守屋瞭[5] （NHK長崎局アナウンサー） - メインキャスター
- 長瀬萌々子[6] （NHK長崎局アナウンサー） - サブキャスター（交替出演）
- 西永里花[6] （NHK長崎局契約キャスター） - サブキャスター（交替出演）
- 柿本遥[6] （NHK長崎局契約キャスター） - リポーター
- 中島史理[6] （NHK長崎局契約キャスター） - スポーツキャスター
- 熊谷琴葉[5] （オフィス気象キャスター気象予報士）

### 過去の出演者
| 期間      | 期間       | メインキャスター | メインキャスター | サブキャスター（交替出演） | サブキャスター（交替出演） | スポーツキャスター | リポーター      | 気象情報 |
| 期間      | 期間       | 月 - 木          | 金               | アナウンサー               | 契約キャスター             | スポーツキャスター | リポーター      | 気象情報 |
| --------- | ---------- | ---------------- | ---------------- | -------------------------- | -------------------------- | ------------------ | --------------- | -------- |
| 2023.4.3  | 2023.6.16  | 木花牧雄         | 木花牧雄         | 長瀬萌々子                 | 西永里花                   | 寺田美穂           | 柿本遥 中島史理 | 斎藤綾乃 |
| 2023.6.19 | 2024.3.29  | 木花牧雄         | 木花牧雄         | 長瀬萌々子                 | 西永里花                   | 中島史理           | 柿本遥          | 斎藤綾乃 |
| 2024.4.1  | 2024.5.10  | 守屋瞭           | 守屋瞭           | 長瀬萌々子                 | 西永里花                   | 中島史理           | 柿本遥          | 熊谷琴葉 |
| 2024.5.13 | 2024.11.22 | 守屋瞭           | 川崎寛司         | 長瀬萌々子                 | 西永里花                   | 中島史理           | 柿本遥          | 熊谷琴葉 |
| 2025.1.6  | 現在       | 守屋瞭           | 守屋瞭           | 長瀬萌々子                 | 西永里花                   | 中島史理           | 柿本遥          | 熊谷琴葉 |

## 放送時間
- 平日 18:10 - 19:00（2023年4月3日 - ）

※祝日・年末年始は休止し、18:45 - 18:59（年末年始は18:50 - 19:00）に福岡局から『九州沖縄のニュース・気象情報』を同時ネットする。
※また、通常の平日であっても春の大型連休の谷間やお盆、年末年始（12月28日までと1月4日以降）は休止となり、18:45まで別番組を放送した後18:45 - 18:59に福岡局から『九州沖縄のニュース・気象情報』を同時ネットする。それ以外でも稀に特設ニュースなどで短縮・休止となるか、特設ニュースなどを挟んだ2部構成で放送される場合もある。その一方、プロ野球シーズン中に福岡局制作による九州沖縄ブロックネットの福岡ソフトバンクホークス戦ナイター中継が放送されることが不定期であるが、その場合野球中継は19:30までマルチ編成を利用してサブチャンネルで放送されるため、本番組自体はメインチャンネルで通常通り放送される。
※毎年8月9日が平日と重なる場合は長崎原爆の日特集として、別タイトルに改題の上全編に渡って原爆関連特集を放送し、18:45までは臨時に九州沖縄ブロックネットで放送される（ただし18:45までの部分の管中ネットマストバイは福岡局が担当）。
※2023年12月25日 - 28日は、平日ではあるものの年末年始期間の特別編成により土日と同様の時間帯で『ぎゅぎゅっと!長崎』（EPG上の表記タイトルは『ニュース・気象情報（長崎）』）として放送。但し、2024年1月4日 - 5日は、通常の時間帯で放送。

## 主なコーナー
- スポーツ（月曜他）
  - V・ファーレン長崎、長崎ヴェルカの試合結果を含めた県内のスポーツに関する話題を紹介するコーナー。
  - 勝手にMVP
- ことはの ぎゅっと！天気
  - 写真の日（火）
  - クイズの日（水）
- 帰ってきた!ながさき跳町発市
- 長崎あん時ものがたり
- ぎゅっと！ライフ
- ぎゅっと！サイエンス
- ぎゅっと!Vlog
- よかね！島めぐり
- あやりが行く
- 長崎のギモン  その順位知っとっと?
- じげ×サポ
- あなたの声ポスト
- じげメシ

## 関連番組
- ぎゅぎゅっと!長崎 - 週末・祝日のニュース番組。2023年度から放送開始。